# Бапа, Саян
Саян Салчакович Бапа (род. 27 апреля 1962) — хоомейжи, художественный руководитель музыкальной фольклорно-этнографической группы Хуун-Хуур-Ту, заслуженный артист Республики Тыва (2008), Заслуженный артист России (2014).

## Биография
Родился 27 апреля 1962 года в селе Тээли Бай-Тайгинского района Тувинской АССР. Жил и учился в г. Ак-Довурак. Окончил музыкальную школу по классу гитары, играл в детском ансамбле «Парус», также при Дворце культуры на танцах. В 1979 г. начал музыкальную деятельность как бас-гитарист группы «Аян». В 1980 году учился в творческой мастерской эстрадного искусства при Ленконцерте в составе ансамбля «Аян». В 1980—1981 годы гастролировал по Советскому Союзу и Туве. В 1982 году поступил в училище искусств по классу контрабаса в г. Минеральные Воды. В 1983—1985 годы служил в армии. После армии работал бас-гитаристом в филармонии г. Кисловодска и параллельно учился в музыкальном училище. В 1989 году стал горловиком. До 1991 года работал в филармонии г. Кисловодска. В 1991 году Александром Бапа (брат Саяна Бапа), Кайгал-оолом Ховалыг, Андреем Монгуш, Саяном Бапа создан группа «Кунгуртуг». Первое выступление состоялось в Швеции, потом в Англии, где у них получилось записать первый диск «60 лошадей в моем табуне». В 1993 году поступило предложение от Ральфа Лейтона и Теда Левина на гастроли по Америке. С этих гастролей начинается и история легендарной группы «Хуун-Хуурту». 

## Награды и звания
- Заслуженный артист Республики Тыва (2008)
- Заслуженный артист Российской Федерации (14 августа 2014 года) — за большие заслуги в развитии отечественной культуры и искусства, телерадиовещания, печати, связи и многолетнюю плодотворную деятельность[3][4]